# Спарта (град)
Спарта (грч. Σπάρτη [Spárti — Спарти]) је град у Грчкој, у области Пелопонеза. Спарта је истовремено седиште и највећи град у округу Лаконија у оквиру периферије Пелопонез.
Данашња Спарта је савремени град, образован средином 19. века поред ископина античке Спарте.

## Положај
Спарта се налази у крајње јужном делу унутрашњег Пелопонеза, на 40 km удаљености од Егејског мора. Од главног града Атине Спарта је удаљен 220 km југозападно.
Градић се сместио у врху омање равнице, коју река Евротас гради јужно од града а пре улива у море, тачније у оближњи Лаконски залив Егејског мора. Северно, западно и источно од града уздижу се планине, од којих се издваја Тајгет (2.400 м н.в.) на западу. Надморска висина града је око 200 m.

## Историја

### Стари век
Подручје древне Спарте било је укључено у Микенску цивилизацију, али је свој зенит доживело у време старе Грчке. У 12. веку п. н. е. ово подручје су заузели Дорци. Већ у 10. веку п. н. е. овде се јављају зачеци насеља, које ће у неколико следећих векова створити један од најзначајнијих полиса у историји старе Грчке. Спарта је била позната као „војнички полис“, који и поред малог броја грађана, успео покорити околне области и у време Пелопонеског рата у 4. веку п. н. е. бити главни чинилац на простору старогрчког света. Међутим, стални ратови су временом исцрпели Спарту, па је она недуго после датог рата постала плен новонараслих сила у старој Грчкој. Иако је Спарта постојала и током хеленистичког и староримског раздобља, она је била само сенка некадашње силе. Коначно, древну Спарту су, као већ сасвим мало и неразвијено насеље, уништили Словени при свом продору на Пелопонез у 7. веку.

### Савремена Спарта
Почетком савременог доба подручје античке Спарте заузимало је релативно мало село које је лежало у сенци Мистре, оближњег много значајнијег византијског насеља. Године 1834, после грчког рата за независност, краљ Отон Грчки наредио је да се изгради град на подручју древне Спарте и да носи њено име. Град је пројектован с намером да постане један од најлепших грчких градова са широким булеварима и парковима. Данас је Спарта управно седиште Лаконије.

## Становништво
Традиционално становништво Спарте су Грци. У последњих пар пописа кретање становништва било је следеће:
| 1981.  | 1991.  | 2001.  |
| ------ | ------ | ------ |
| 12.975 | 13.011 | 14.817 |

Кретање броја становника у општини по пописима:
| 1991.  | 2001.  | 2011.  |
| ------ | ------ | ------ |
| 16.322 | 19.567 | 35.259 |

## Привреда
Спарта је данас привредно средиште са развијеном трговином и омањом лаком индустријом. По град је важно постојање пољопривредне равнице у долини реке Евроте. Она је месно средиште за прераду пољопривредних производа, као што је лимун и маслина.

## Галерија
- Улица у савременој Спарти
- Стара и нова Спарта
- Средиште града Спарте
- Град Спарта и планина Тајгетус